# 모래놀이치료
모래놀이치료(SANDPLAY THERAPY)는 Jung의 분석심리학 이론에 기반을 두고 Dora Kalff에 의해 발전된 정신의 자연스런 치유능력을 촉진하는 비언어적 치료방법이다. 치료자들이 제공하는 “자유롭고 보호받는” 공간에서 아동이나 성인이 모래, 물, 모래상자에 미니어처 피겨를 이용하여 그들의 내면에 있는 상상적 세상을 구체적으로 표현하는 창조적인 과정이다. 그래서 모래놀이치료는 내담자 내면의 상징적인 세상을 비춰내고 안전한 모래상자 속에서 내면 세상을 표현하게 해준다. 이러한 모래놀이치료 경험은 외향적이고, 외적인 것 중심의 일상 세계에 균형을 제공한다.더 나아가서는 보다 개방적이고, 균형 잡힌 통합적 삶의 방식으로 이끌어준다(Mitchell & Friedman, 2011). (장미경 외, 2011)

## 역사
모래놀이치료는 우연한 계기를 통해 얻어진 영감에 의해 탄생하였다. 『The Time Machine』(1895)과 『War of the Worlds』(1898)의 저자인 H. G. 웰스(Wells)는 그의 어린 두 아들과 놀이를 하는 도중 자녀들이 거실 바닥에 오늘날의 모래놀이 장면 같은 장면을 만들고 이야기를 창조해 나가는 것을 흥미롭게 보게 되었다. 그 경험을 『Floor Games』(2004)라는 책으로 출판하였다. 바로 그의 이러한 경험이 모래놀이치료의 탄생에 영감을 주었다(Mitchell & Friedman, 1994). 그 이후 영국의 정신분석가이자 아동심리치료자인 마가렛 로웬펠드(Margaret Lowenfeld, 1935/1991)가 아동을 위한 심리치료 방법으로 놀이치료 보관됨 2021-10-28 - 웨이백 머신의 한 형태인 모래놀이를 사용하기 시작했다. 처음에 로웬펠드는 놀이의 투사적 기능에 모래놀이의 촉감을 추가해 자신의 치료를 시작하였다. 모래에 물을 붓고 피겨를 놓게 하여 시작한 것이 바로 모래놀이 치료의 태동에 영향을 준 작업이다. 더 정확히 말하자면, 웰스가 자신의 자녀들과 놀이하는 과정에서 자녀들이 거실 바닥에 놀잇감들을 배열하는 어떤 기준이 있으며 장면과 관련된 이야기를 만들어 낸다는 것을 발견한 것에 영감을 얻어 이것을 아동심리치료에 응용한 것이 초기 형태의 모래를 사용한 접근이라고 할 수 있다(장미경 보관됨 2020-09-30 - 웨이백 머신, 2017). 
오늘날의 모래놀이치료를 탄생시킨 사람은 도라 칼프 보관됨 2021-10-23 - 웨이백 머신(Dora Kalff)이다. 스위스에서 융의 분석심리학을 공부한 도라 칼프는 융의 권유로 런던에 가서 로웬펠드에게 공부한 후 융이론에 기초한 모래놀이치료를 발전시켰다. 그녀는 이미지 만들기 작업이 하나의 치료방법이 될 수 있다는 융의 신념을 받아들이고 로웬펠드의 세계기법을 접목시켜 새로운 장르의 아동심리치료기법을 발전시켰다. 융은 창조적 행위에 대한 프로이트(Freud)의 해석을 확장하여 창조행위자와 창조행위자가 창조한 이미지 사이의 관계성을 심화시켰다. ‘적극적 상상(active imagination)’이라 융은 제시하였다. 인간의 내면에는 미처 인식하지 못한 감정과 관념으로 충만해 있으며, 판타지가 자유롭게 흐르는 것을 관찰하고 나면 미처 인식하지 못했던, 감추어진 무의식적 내용들이 의식될 수 있다고 보는 관점에서 만들어진 것이다. 모래놀이치료에 대한 칼프의 관점은 이러한 융의 개념들을 전제로 한 것이라고 할 수 있다. 
칼프가 분석심리학과 인연을 맺게 된 계기는 C. G. 융의 딸인 그렛 바우만(Gret Baumann)과 운명적인 만남을 갖게 된 것에 있다. 그녀의 권유로 칼프는 스위스의 융연구소(C. G. Jung Institute)에서 융분석가 과정을 공부하였다. 그녀는 그 과정에서 분석심리학을 공부하였을 뿐 아니라 융의 부인인 엠마 융(Emma Jung)에게 교육분석을 받았다. 또한 칼프는 그 당시 스위스에서 유일하게 아동심리치료를 한다는 것 때문에 융의 관심을 받게 되었다. 융은 그녀의 친구이자 조언자가 되었다. 로웬펠드의 세계기법과 구분하여 그녀의 접근을 모래놀이치료라 부른다. 칼프의 모래놀이치료의 창시로 인해 아동심리치료에서 아동 정신의 원형적 요소, 정신 내적 요소 그리고 아동의 일상생활 환경을 치료에 접목할 수 있게 되었다. 
칼프는 스위스 취리히에 있는 C. G. 융연구소에서 융학파 분석심리학을 공부하고, 이스라엘의 텔아비브에서 분석활동을 했던 저명한 융분석가이자 발달이론가인 에리히 노이만(Erich Neumann)에게 깊은 영향을 받았다. 칼프는 노이만이 구성한 인간 정신의 발달단계를 자신이 모래놀이치료에서 발전한 것과 통합했다. 

### 노이만(1973)의 발달단계
생애 첫해에 인격의 전체성(즉, 자기의 경험)은 어머니의 자기(Self)에 담겨 있다. 이 단계는 노이만의 ‘모-자 단일체(mother-child unity)’의 단계이다. 첫해가 지나면 정상적인 유아는 어머니로부터 자기를 분리시키기 시작한다. 만 2~3세 무렵에 자기(Self)가 유아의 무의식 내에서 공고화되기 시작한다. 이는 아동이 더욱 독립적일 수 있게 하고 어머니와의 개인적 관계를 더욱 경험하게 한다. 어머니와의 분리 및 자기(Self)의 공고화 단계인 이 시기에 아동의 그림에서 전체성(원과 사각형)의 상징이 나타나는 것도 그러한 이유이다. 이 신비로운 원과 사각형의 상징들은 인간의 타고난 잠재력의 에너지로 충만한 원초적 이미지들이다. 그것들이 표현되면 자기의 활성에 영향을 미친다. 이러한 자기 상징들이 발현되면 이 상징들의 신비한 내용들이 정서적으로 느껴진다. 이는 건강한 자아발달을 위한 필수 전제조건이 되는 경험이다. 치료자가 지적 • 영적 측면을 포함한 전체 인격의 발달 가능성을 담아 주는 '자유롭고 보호적인 공간을 만들 수 있다면 모래놀이치료에서 내담자의 자기(Self)가 배열되고 발현될 수 있다(Kalff, 1966; Mitchell & Friedman, 1994). 
내담자가 모래장면을 창조해 갈 때 치료자는 출현하는 상징들의 배치를 목격하고 있는 것이라고 할 수 있다. 내담자와 치료자 사이의 연결은 치료자가 상징들의 의미에 조율할 수 있을 때 모-자 단일체를 재형성하고 치유력을 만들어 낸다. 이러한 치유력은 치료자가 모래장면과 내담자에게서 통찰한 것을 언어로 표현하지 않을 때조차 생겨날 수 있다. 어떤 시점에서 “내담자의 실제 삶과 연결된다. 즉 쉽게 이해될 수 있는 방식으로 내담자에게 해석된다. 이것은 내담자의 내적 문제와 외적 문제가 일치하는 때와 시점이 언제인지 알게 한다. 이러한 발견은 그 자체로 다음 발달단계로 이어지게 한다.”(Kalff, 1966; Mitchell & Friedman, 1994)

## 요소
모래놀이치료는 몇 가지의 요소로 이루어져 있다. 우선, ‘모래놀이치료’라는 말이 나타내는 바와 같이 모래놀이라는 요소가 있다. 그리고 여기에는 모래놀이자(내담자)의 모래놀이를 함께하는 모래놀이치료자도 있다. 또한 모래, 모래상자, 물, 피겨, 내담자와 치료자의 신체적 실존과 같은 물리적인 것들 그리고 의식에 영향을 미치는 무의식과 무의식의 작용을 알고자 하는 의식이 있다. 의식과 무의식 사이의 상호작용이 이루어질 수 있는 수단은 침묵의 경청과 상상을 통해서이다. 그리고 무엇보다 중요한 것은 모래놀이자와 모래놀이치료자 사이의 관계 요소이다. 

### 손
손은 때로 비밀을 드러내며 말보다 더 분명히 말한다. 손은 또한 상처를 극복하거나 치유하는 데 필요한 에너지를 뚫어 소통하게 만든다. 인지적으로 알지 못하는 것을 손을 통해 알게 된다. 융(Jung, 1984/2002)은 “지성이 헛되이 풀지 못한 신비를 우리의 손이 해결한다.”라고 하였다. 그런 의미에서 내담자의 손이나 몸에 경청한다는 것은 단순히 청각적으로 소리를 지각하는 경험이 아니라 내담자 안에서 발생하는 복잡한 과정에 경청하는 것이라고 할 수 있다. 경청이라는 것은 의식의 영향을 잠시 보류한 채 주의를 동요케 하여 무의식의 기억을 개방하는 것이다. 즉 내적 정서: 감정, 이미지의 형태로 역전이가 출현하도록 촉진하는 정신적 공(void) 상태를 활성화하는 것이다. 그것은 몸의 자세, 몸의 움직임과 제스처를 통해 내담자의 비언어적 의사소통을 수용하는 것이다. 다시 말하면 보고, 언어에 청각적으로 경청하고, 눈, 귀, 피부, 위장, 심장 그리고 머리를 포함한 치료자의 전 존재로 내담자 전 존재에 경청하는 것이다. 이것은 생애 초기 어머니와 영아 사이의 의사소통 매우 유사하다. 이것을 신체 부위에 비유하여 설명하면, 위장(배)으로 경청하기 공감에 상응하는 것이며, 심장으로 경청하기는 역전이에 상응하는 것이고, 머리 경청하기는 해석에 상응하는 것이다. 손은 우리의 우세한 감각이 놓치는 것을 무의식적으로 그리고 육적으로 감각한다. 우리의 살(flesh), 즉 신체인 우리의 자연이 그것을 지각하는 것이다. 또한 이성이 기억하지 못하는 것을 우리의 신체가 기억하는 것이다. 신체가 기억하는 것이 상상이라는 방식을 통해 이미지 상징으로 창조되고 우리의 의식은 그 상징의 의미를 이해하고자 노력하게 되는 것이다. 그러나 노력이라는 것은 의식 중심의 표현일 뿐, 사실은 이해하게 되는 것도 무의식, 즉 신의 자비에 의해서이다. 
이런 현상은 모래놀이치료 세션에서 매일 경험되는 것이다. 내담자가 어떤 피겨를 선택할지, 어떤 장면을 만들지 이성적으로 알지 못하면서도 손에 이끌리어, 감정에 이끌리어 피겨에게 선택받고 상상에 의해 모래장면을 만들고 나서야 그것이 어떤 의미인지를 이성이 이해하게 되는 경험이다. 그런 의미에서 손은 우리를 다른 세계와 연결하는, 즉 우리의 무의식 세계와 육적 • 물질적 세계를 연결하는 수단이 된다. 

### 치료적 침묵
조용한(침묵의) 경청/조용한 긴장/공(void)의 상태(불확실하고 알 수 없고 이해할 수 없고 일관성 없음으로 인해 발생하는 불안을 치료자가 인내해야 한다. 치료 세션 중에 치료자는 ‘성급하게 해석하려는 태도’를 자제해야 함을 의미한다. 내담자가 손으로 모래상자에 만든 세계에 대해 해석하기에 앞서 그리고 내담자로부터 언어적인 설명을 듣기에 앞서 내담자의 손이 표현한 것을 치료자가 온몸과 마음으로 경청해야 한다. 모래놀이치료에서 침묵은 정당한 차원을 갖고있는 소통의 방법이다. 그 침묵은 신성한 것이고 담아주는 것이며 완전히 알려지지 않은 신비한 것이다. 모래놀이치료 장면에서 이 침묵은 정점(still-point) 경험 시에도 경험될 수 있다. 정점의 경험은 시공간을 초월한 경험, 언어로 설명하기 어려운 경험이다. 침묵만이 존재하는 순간 더 큰 존재에 대한 인식을 가져오는 경이, 놀람, 충만감, 갈등, 슬픔, 고뇌, 고통을 치유하는 해방과 초월의 순간이다. 이것은 지금까지 익숙했던 것, 편한 것, 옳은 것이라 여겼던 세계에서 다른 세계를 만나는 순간이며, 역치의 순간으로 의미의 시간이 된다. 의미의 시간은 시간의 흐름(linear moment)이 아닌 카이로스적 시간 (kairos time)으로 영원히 삶에 지속된다. 치료자는 내담자에게 침묵할 수 있도록 해 주어야 한다. 그것은 모든 것을 담아 주고 내담자가 스스로의 과정을 창조해 나갈 수 있도록 치료자의 컨테이너이기도 하면서 내담자 자신의 컨테이너이기도 하다. 시간을 줄 때 창조를 위한 암흑의 침묵 속에서 무엇인가가 서서히 나타나기 시작한다. 연금술적으로 말하자면, 치료자와 내담자가 연금술의 용광로에서 먼저 하나로 녹아들고 그다음 서서히 분화하는 것이라고 할 수 있다. 
이때 치료자가 따라야 할 것은 아마도 치료자 자신의 직관이다. 물론 직관과 치료자 자신의 순순한 역전이를 구분하는 조심스러움이 있어야 하지만, 기본적으로 중요한 것은 내담자, 치료자 자신 그리고 치료과정에 대한 믿음이다.

### 상상
모래놀이치료는 우리의 정신세계를 다중감각적인 방식으로 건축하는 심리치료 접근이다. 이는 상상이미지를 사용하기 때문이다. 상상은 이루어지는 것이다. 융은 럴랜드(Ruland)를 인용하여 “상상은 인간 내면의 별이거나, 천상을 초월한 몸이다.” 그리고 “상상인 환상과정은 실체가 없는 허깨비가 아니라 어떤 신체적인 것, 절반은 정신적인 ‘미묘한 몸체’로 생각해야 한다고 언급하였다(Jung, 1985/2004,pp. 78-79). 왜냐하면 무의식이 활성화되어야 상상이 생기기 때문이다. 활성화된 무의식은 반드시 물질적인 것에 투사되기 때문이다. 그러므로 상상은 생명이 있는 육체적인 힘과 동시 심혼적인 힘에서 나온 진한 추출물이다(p, 47). 인간 상상의 산물 중 하나인 신화에 대해 융은 “나는 이제 신화가 무엇인지 깨달았으며, 그 이상을 알게 되었다. 인간은 창조의 완성에 반드시 필요한 존재이며, 신과 함께 세상의 제2 창조자이다.” 라고 하였다(Jaffe, 2003, p. 293). 상상은 이미지를 만들어 낸다. 이미지는 순간의 형상학이다. 이미지는 우주에 대한 비전을 그리고 마음, 인간, 사물의 비밀을 전달한다. 이미지는 일깨워지며, 정서적이고, 의미 있는 감각의 경험이다. 이미지는 단순히 사물에 대한 것이 아니라 사물의 실재를 나타내는 방식이다. 이미지는 서로 연관성 없어 보이는 재료로 의미를 만들고 강력한 정서를 만들어 낸다. 상상은 손을 통해 집단정신의 이미지를 물질세계에 육화, 즉 구체화한다. 그런 점에서 인간의 삶은 신의 창조 작업에 참여하기 위해, 즉 신의 창조를 구체화(육화)하기 위해 존재하는 것이다. 신이 창조자이기 때문에 신의 형상대로 만들어진 인간이 창조 작업에 참여하는 것은 당연한 것이다. 그런 의미에서 융은 가시적 형상을 통해 분명하지 않은 무의식적 내용을 분명하게 볼 수 있는 모습으로 만들어야 할 필요성이 생기며, 손으로 하는 창조 작업을 통해서 그렇게 될 수 있다고 하였다(Jung, 1984/2002, p. 361). 

### 놀이와 창조적 표현
융은 자신의 내적인 개인적 삶과 외적인 직업적 삶에서 놀이의 중요성을 인식하고 정신을 유지하기 위해 취리히호숫가에서 모래놀이를 했다. 릴랜드 톨로프(Leland Roloff, 2014)는 놀이정신 그리고 놀이가 만들어 내는 마음의 가벼움을 융의 『레드북(The Red Book)』(Jung, 2009a)의 ‘심층의 정신(spirit the depths)’을 인용하여 다음과 같이 설명하였다. “전체 삶은 웃음과 경배에서 결정된다.”(Jung, 2009b, p. 122). 웃음과 놀이가 만들어 내는 가벼움은 변화 경험에 마음을 개방하는 열쇠이다. 놀이를 통해 모래놀이치료자는 내담자가 창조한 것을 공유할 수 있게 된다. 또한, 무의식의 본질에 대해 그가 알고 있는 것과 너무 빠르게 추론하는 함정 사이에서 균형을 찾을 수 있다고 하였다. 놀이는 모래놀이치료자들이 이미지 속으로 들어가 느끼게 되고, 내담자의 상황이나 마음을 느끼기 때문에 존중과 공감이 풍성하게 나타난다. 놀이는 사고 기능만으로 과정을 탐구했던 것이 나머지 세 기능의 렌즈를 통해 걸러지기 때문에 상징적 과정이 파괴되지 않는다. 또한, 놀라운 통찰력과 반대되는 상황을 보게 된다.
융은 “상징이 나를 변화 시킨다.”(Jung, 2009b, p. 190)라는 것과 숙고(contemplation)를 통해 그것에 가라앉을(sink into)’ 수 있을 때 상징이 변화한다는 것을 발견했다. 그것은 융이 영혼의 안내라고 부른 상징적 방식이다(Jung, 2009b, p. 62). 고대로부터 많은 사상가와 학자는 인간이 하는 놀이에 관해 언급해 왔다. 쉴러(Schiller)는 인간은 놀이할 때만 완전한 인간이라고 하였다. 융에 의하면 상상력의 창조적 활동은 ‘아무것도 아닌 것에 불과한 존재’라는 매임으로부터 인간을 자유롭게 해 주며, 인간을 놀이하는 상태로 상승시켜 준다(Jung, 1954/1993f, p. 46). 하나의 인간으로서 아동뿐 아니라 성인조차 창조적 존재가 될 수 있는 것 그리고 전인격을 이용할 수 있게 되는 것은 오직 놀이할 때뿐이다. 그리고 인간이 자기(self)를 발견하게 되는 것은 놀이할 때와 같이 오직 창조적일 때뿐이다(Winnicott, 1971). 놀이는 명상, 기도, 예술, 춤, 사랑처럼 자아중심적인 의식성을 버리고 내면의 신성한 창조성을 만나게 하며, 깊은 무의식의 본질을 만나게 함으로써 자아의식성의 갈등이 치유받게 하고 더욱 창조적인 방향으로 삶을 살아가게 하는 것이다. 신이 허락한 치유와 삶의 방법이다. 

### 의식과 무의식
모래놀이치료 작업을 하는 이유가 바로 무의식을 의식에 통합시켜 의식의 범위를 확장하고 자아를 새롭게 하는 것이다. 무의식을 의식화하기 위해 상징을 활용하는 이유는 무의식이 상징으로 그 자신을 표현한다는 전제를 갖고 있기 때문이다. 상식적으로 의식은 말 그대로 우리가 인식하고 의식하는 것이다. 더 구체적으로 말하면, 자아(ego)에 대한 정신적 내용의 관계를 유지하는 기능 또는 활동을 의식이라고 하며, 의식과 무의식을 모두 포함하는 정신과는 개념적으로 구분된다. 대극의 구분 없는, 즉 무의식과 구분 없는 의식은 존재하지 않는다(Jung, 1959/1990c, par. 178). 융에 의하면 의식은 스스로를 만들어 내지 못하며 알 수 없는 깊은 곳, 즉 무의식에서 생겨난다. 어린 시절부터 의식은 점진적으로 깨어나며, 전 생애를 통해 무의식 상태로부터 깊은 잠에서 매일 아침 깨어난다. 상징 언어를 사용하여 표현하면, 무의식이라는 원시적 자궁에서 매일 태어나는 어린아이와도 같다. 의식은 무의식의 영향을 받을 뿐 아니라 무수히 많은 자발적인 관념과 갑작스러운 사고의 번뜩임 형태로 무의식으로부터 끊임없이 생겨난다(Jung,  1978/1990, par. 935). 
이에 비해 무의식(the unconscious)은 정신에서 의식하지 못하는 것, 즉 엄밀히 말하자면 의식이 아닌 것이다. 융에 의하면 무의식은 모든 것의 극단적인 유동적 상태이다. 특히 융의 개인무의식은 개인이 알고 있는 모든 것이지만 의식이 그 순간에 생각하지 않는 것이다. 한때 의식했지만 지금은 망각한 모든 것이다. 감각했지만 의식적 정신이 주목하지 않는 모든 것이다. 비자발적이고 주목하지 않았던 모든 것이며, 느끼고 생각하고 기억하고 원하고 행하는 것이다. 무의식 상태이기 때문에 정신 안에서 모양을 잡아가는 미래의 것이며, 언젠가 의식될 것들이다. 이 모든 것이 무의식의 내용이다(Jung, 1960/1981a, par. 382). 즉, 자아(ego)와는 지각적으로 관련되지 않은 모든 정신적 내용이나 과정을 포괄한다. 그러나 무의식이 점점 의식화되어 간다고 해서 광대한 무의식은 고갈되지 않는다. 무의식은 단순히 알려지지 않았거나 프로이트학파의 무의식 개념인 억압된 의식적 사고와 정서의 저장고가 아니라 의식화될 또는 의식화되어야 하는 내용을 포함한다(Sharp, 1991). 
처음으로 무의식을 체계적으로 설명한 사람은 잘 알려진 바와 같이 프로이트(Freud)이다. 물론 그 이전부터 철학적 관점에서 무의식 개념이 존재했다. 프로이트의 무의식에 대한 관점은 의식에서 받아들이질 수 없는, 특히 유아적인 내용들이 억압되어 무의식이 만들어졌다는 것이다. 억압이 일어나는 이유는 도덕적 이유로서 근친상간 충동 등과 같이 아동기 때부터 부모를 비롯한 주변의 중요한 인물들에게 받아들여지지 않았기 때문이다. 그러한 관점에서 분석의 목표는 억압된 내용을 의식화해서 삶 속에 받아들이도록 하는 것이다. 따라서 프로이트의 무의식 개념은 억압된 내용들이 분명 제한적이고, 따라서 무의식을 모두 의식화하는 것이 가능하다고 가정할 수 있다. 그러나 융에 의하면 무의식 내용은 모두 의식화될 수 있는 것이 아니다. 그의 무의식 개념은 무의식의 성질이 개인이 태어나서 생성된 것만으로 이루어져 있지 않았기 때문이다. 이것은 융의 집단무의식(collective unconscious)의 개념을 말한다. 융의 개인무의식 개념은 프로이트의 무의식 개념과 유사하다. 그러나 집단무의식은 개인무의식과는 구분되는, 타고난 요소들을 포함하는 인간 정신의 구조적 층이다. 융은 집단무의식에 관한 이론을 개인적 경험에 근거해서는 설명할 수 없는 심리적 현상의 편재성(ubiquity)으로부터 가져왔다. 요약하면, 프로이트와 융의 무의식 개념 간의 비교와 일치하게 융의 무의식적 판타지는 두 개의 범주로 분류된다. 첫 번째 범주는 개인적 경험과 관련되어 있으며, 잊었거나 억압된 내용으로 개인적 경험과 확실히 관련되어 있다. 두 번째 범주는 꿈을 포함한 개인적 특성을 지닌 판타지로서 개인의 과거와 환원적으로 연결되어 있는 경험에 의해 설명될 수 없다.  따라서 개인적으로 습득된 것이 아니다.  

### 치료자 그리고 치료자의 태도
다니엘 시겔(Daniel Siegel, 2007)은 치료자의 태도와 관련하여 ‘느껴짐을 느끼는 것(feeling felt)’에 관해 언급했는데, 이는 우리가 더 큰 전체(분석심리학적으로는 자기이며 종교적으로는 신의 세계)의 일부분임을 느끼는 것과 관련된 느낌으로, ‘다른 존재에게 느껴짐을 느끼는 것’이라고 할 수 있다. 그리고 어머니와 아기의 관계처럼 치료자와 내담자의 관계는 치료자에게 지극히 중요한 정서적 공명과 정서적 경험을 하는 것이다. 시겔(1999)은 어머니와 자녀 사이의 강력하고, 친밀하고, 비언어적인 의사소통을 설명하면서 “치료자에 의해 느껴짐을 느낌”이라는 표현을 사용했다. 눈 맞춤, 얼굴 표정, 목소리의 톤과 리듬, 신체 움직임, 접촉과 같은 빠르고 비의식적인 상호행동을 통해 어머니와 아기는 이상적으로 조율과 공명을 경험한다.
모래놀이치료에서 공감적이고 침묵하는 모래놀이치료자의 존재 안에서 내담자는 ‘느껴짐의 느낌’을 경험한다. 내담자가 안전하고 보호받는 공간에 있다는 심리적 • 신체적 • 의식적 • 무의식적 느낌을 갖도록 하기 위해 모래놀이치료자가 ‘자신이 느껴지고 있음을 느끼는’ 경험을 하도록 하기 위해 모래놀이치료자가 모래놀이치료 세션 중에 치료와 내담자를 향해 갖고 있어야 하는 태도는 ‘수용적, 공감적, 담아 주는, 보호하는, 돌보는, 침묵하는, 판단적이지 않은, 지시적이지 않은, 해석적이지 않은, 명상적’과 같은 단어들로 요약될 수 있다. 그러나 무엇보다 중요한 것은 치료자 자신에 대한 민감함이 필요하다. 치료자는 자신을 민감한 도구와도 같이 내담자의 얼핏 작고 무의식적인 것까지 민감하게 느낄 수 있도록 훈련함이 필요하다. 특별히 모래놀이치료자는 우월한 지식에 대한 모든 권리와 모든 권위와 영향을 주고자 하는 욕구를 포기하고, 내담자의 모래장면의 의미를 결론지으려 하지 말아야 한다. 내담자에게 맞는 치유의 길을 정확히 알고 있다고, 빨리 변화할 것으로 생각하지 말아야 한다. 이는 ‘알지 못함못함’에 대한 기다림에 비유한다. 록하트(Lockhart, 1987)는 알지 못함은 치료자를 초대하는 에로스의 순간이라 제시하였다. 내담자에게서 일어나는 심리과정과의 목격자이자 동반자로서 치료자는 내담자가 누구인지 그리고 그가 만든 모래장면의 의미가 무엇인지 이해하는 시간을 가질 준비가 필요하다(Weinberg, 2010).

### 모래상자와 피겨
융의 이론에 근거한 모래놀이치료는 모래상자 바닥을 파란색으로 칠하고 마른 모래상자와 젖은 모래상자를 사용한다. 칼프는 49.5cm * 72.5cm * 7cm 사이즈인 모래상자를 테이블 위에 올려놓고 사용했다. 
모래상자 내부는 상자의 벽을 포함하여 파란색을 칠하고 내담자가 물을 사용할 수 있게 방수가 되어야 한다. 빈 상자를 준비해도 유용하다. 기능적으로 모래상자는 모래와 물 같은 자연요소들이 녹아들 수 있는 컨테이너(container), 즉 용기 역할을 한다. 심리적으로 자유롭고 보호받는 공간이라고 할 수 있다. 
모래상자는 정신 외적 세계와 정신 내적 세계가 함께 등장하는 공간이라고 할 수 있다. 무의식으로부터 나온 이미지를 모래상자에 투사하기 때문에 무의식에서 오는 이미지를 볼 수 있고, 무의식적 내용을 의식화할 수 있다. 즉, 내담자는 정신에너지를 모래상자에 투사하여, 내담자가 모래놀이를 문자 그대로 그리고 은유적으로 내담자의 전체성에 더 가깝게 만들며, 내담자로 하여금 내면에서 통합의 감정을 느끼게 하는 것이다.
자연과 인간 세상에 존재하는 모든 것, 즉 세상에 존재하는 상징적 • 종족적 • 종교적 대상물 등을 포함한 모든 상징 모형을 선반에 준비했고, 내담자가 선택하여 모래장면을 만들 수 있게 했으며, 그 외 자연물이나 천, 줄, 종이 등의 물건도 사용했다. 이러한 모형들은 익숙한 현상에 집단무의식을 연결하려는 정신을 표현하게 하기 위한 것이었다. 칼프의 이론과 경험을 중심으로 한 모래놀이치료를 칼피안(Kalffian) 모래놀이치료라고 한다. 
오늘날 모래놀이치료는 융분석을 공부한 사람들뿐 아니라 정신과 의사, 심리학자, 사회사업가 등 다양한 분야의 사람들이 단독으로 또는 다른 치료법과 연계하여 사용하는 기법이 되었다. 칼프는 언어로 이루어지는 분석을 돕기 위한 이미지 만들기 작업의 하나로 모래놀이치료를 사용했으나, 현재는 모래놀이치료만으로 상담을 하기도 하고, 모래놀이치료의 보조적 방법으로 언어적 치료를 병행하기도 하며, 그 반대의 방법으로 사용하기도 한다.

### 모래와 물: 자연요소들
모래는 지구를 형성하는 물질이며 어머니 대자연의 땅의 의미가 있다. 모래는 바위가 액체화된 것으로서 영겁의 시간이 흘러 땅에 있는 바위가 모래가 되었기 때문에 모래 한 알 한 알이 지구의 역사를 간직하고 있다. 즉, 모래는 지구라는 행성의 본질적 요소인 원질료, 프리마 마테리아(prima materia)라고 할 수 있다. 
지구의 본질적 요소 중 다른 하나는 물이다. 물에는 여러 가지 종류의 물이 있다. 그중 바다나 강은 더 깊은 무의식으로서의 물을 의미할 수 있다. 깊은 땅속과 깊은 바닷속에는 상징적으로 보물이 있다. 인간 정신은 이 깊은 곳의 보물, 즉 삶의 궁극적 의미를 찾아 나선다. 이러한 땅과 하늘이 만나는 경계 공간이 바로 모래놀이 공간이다.
이러한 모래놀이 공간에 피겨를 선택하여 놓은 것은 모래와 물, 피겨에 정신적 의미를 투사한 것이며, 이 무의식의 보이지 않고 알려지지 않은 내용들을 눈으로 보고 이해할 수 있게 된다. 이 과정을 통해 정신의 낡고 오래되고 타성에 젖은 부분이 죽고 새로운 부분이 탄생하여 성장하는 과정을 반복하는 것을 볼 수 있다.

## 자격증
모래놀이치료 관련 국가자격증은 없으나 발달재활서비스 제공인력 인증제도가 있다. 민간자격으로는 한국모래놀이치료학회의 단계별 자격증과한국임상모래놀이치료학회 모래놀이상담사 보관됨 2021-10-23 - 웨이백 머신가 있다.

## 참고 문헌
- 장미경(2017). 분석심리학적 모래놀이치료. 서울: 학지사.
- 장미경, 이미애, 이상희, 채경선, 홍은주 (2011). 모래놀이치료 수퍼비전. 경기: 한국임상모래 놀이치료학회.
- Jaffe, A. (1962/2003). C. G. Jung의 회상, 꿈, 그리고 사상 (Erinnerungen, Traurme,  Gedanken von C. G. Jung). (이부영 역). 경기: 집문당.
- Johannes, L. (2014). Reflections on the spirit of story in sandplay. Homepage of  Sandplay Therapists of America.
- Jung, C. G. (1954/1993f). The aims of psychotherapy. In C. G. Jung, Practice of  psychotherapy: Essays on the psychology of the transference and other  subjects (2nd ed.). CW 16. London: Routledge.
- Jung, C. G. (1959/1990c). The psychological aspect of mother archetype. In C. G.  Jung, The archetypes and the collective unconscious (2nd ed.). CW 9i.  Bollingen Series XX. Princeton, NJ: Princeton University Press.
- Jung, C. G. (1960/1981a). On the nature of psyche. In C. G. Jung, The structure  and dynamics of the psyche (2nd ed.). CW 8. Bollingen Series XX   Princeton, NJ: Princeton University Press.
- Jung, C. G. (1978/1990). Psychology of eastern meditation. In C. G. Jung,   Psychology and the East. CW 10, 11, 13, 18. Bollingen Series XX. Princeton,  NJ: Princeton University Press.
- Jung, C. G. (1984/2002). 원형과 무의식(Archetyp und Unbewusstes). 한국융연구원 C.  G. 융 저작 번역서 2권. (한국융연구원 C. G. 융 저작 번역위원회 역). 서울: 솔출판 사.
- Jung, C. G. (2009a). The red book: Liber novus (Shamdasani, S. ed.). W. W. Norton  & Company: London & New York.
- Jung, C. G. (2009b). The red book: Liber novus, A reader's edition (Shamdasani, S.
- ed.). W. W. Norton & Company: London & New York.
- Kalff, D. (1966). Symbolism and child analysis. Unpublished transcription of   seminar at Footlighters' Child Guidance Clinic, Hollywood Presbyterian  Hospital, Hollywood, CA.
- Lowenfeld, M. (1935/1991). Play in childhood. London: Mac Keith Press.
- Markell, M. J. (2002). Sand, water, silence: The embodiment of spirit: Explorations  in matter and psyche. London: Jessica Kingsley Pubs.
- Mitchell, R. R., & Friedman, H. S. (1994). Sandplay: Past, present and future.
- London: Routledge.
- Neumann, E. (1973). The child. Boston, MA: Shambhala.
- Roloff, L. (2014). Reflections on the spirit of story in sadnplay. STA Website.
- Sharp, D. (1991). C. G. Jung lexicion: A primer of terms & concepts. Toronto: Inner  City Books.
- Siegel, D. J. (1999). The developing mind: How relationships and the brain interact  to shape who we are. New York: The Guilford Press.
- Siegel, D. J. (2007). The mindful brain: Reflection and attunement in the cultivation  of well-being. New York: W. W. Norton & Company, Inc.
- Steinhardt, L. F. (2013). On becoming a Jungian sandplay therapist: The healing  spirit of sandplay in nature and in therapy. London & Philadelphia: Jessica  Kingsley Publishers.
- Wells, H. G. (2004). Floor games: A father's account of play and its legacy of   healing. Cloverdale, CA: Temenos Press.
- Winnicott, D. W. (1971). Playing and reality. London: Tavistock.